# Carlos Ayala Yee
Carlos Ayala Yee (31 de agosto de 1974) es un deportista mexicano que compitió en taekwondo.
Ganó una medalla de bronce en el Campeonato Mundial de Taekwondo de 1993, y una medalla de bronce en el Campeonato Panamericano de Taekwondo de 1994. En los Juegos Panamericanos de 1995 consiguió una medalla de oro.

## Palmarés internacional
| Campeonato Mundial      | Campeonato Mundial          | Campeonato Mundial | Campeonato Mundial |
| Año                     | Lugar                       | Medalla            | Categoría          |
| ----------------------- | --------------------------- | ------------------ | ------------------ |
| 1993                    | Nueva York (Estados Unidos) | Medalla de bronce  | –50 kg             |
| Juegos Panamericanos    |                             |                    |                    |
| Año                     | Lugar                       | Medalla            | Categoría          |
| 1995                    | Mar del Plata (Argentina)   | Medalla de oro     | –50 kg             |
| Campeonato Panamericano |                             |                    |                    |
| Año                     | Lugar                       | Medalla            | Categoría          |
| 1994                    | Heredia (Costa Rica)        | Medalla de bronce  | –50 kg             |